# 바라트 마타

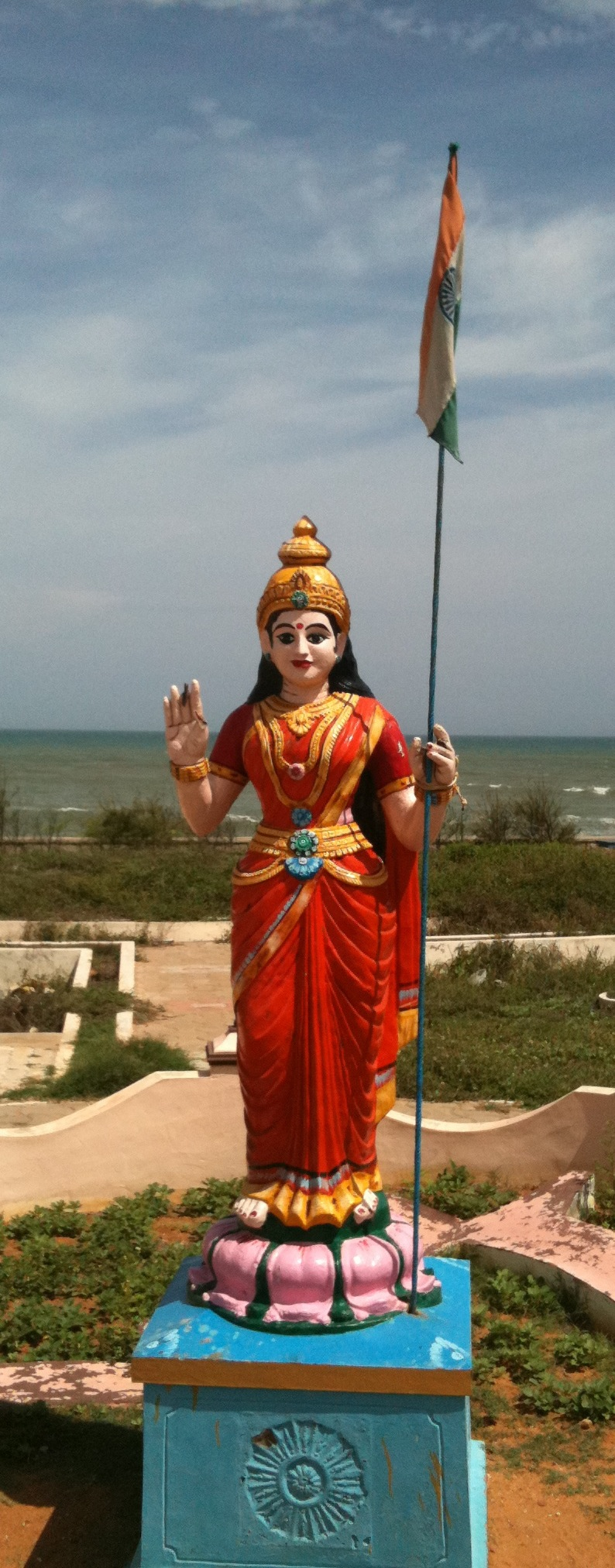
칸야쿠마리에 있는 바라타마타 동상

바라트 마타(힌디어: भारतमाता, 영어: Mother India 마더 인디아[*])는 어머니 여신으로서 인도(바라트)의 국가적 의인화이다. 시각 예술에서 그녀는 일반적으로 붉은색이나 사프란색의 사리를 입고 국기를 들고 있는 모습으로 묘사된다. 그녀는 때때로 연꽃 위에 서고 사자를 동반한다.
고대 산스크리트 문학에서 어머니와 모국이 천국보다 더 높은 순위에 오르기도 했지만, 어머니 여신인 바라트 마타에 대한 생각은 19세기 후반까지 거슬러 올라간다. 그녀는 인기 있는 벵골어 소설 아난타마트(1882)에서 힌두 여신 두르가 및 칼리와 분리할 수 없는 형태로 처음 등장했다. 1905년 논란의 여지가 있는 벵골 분할령 이후, 그녀는 수렌드라나트 바네르지가 조직한 영국산 제품 불매 운동 동안 더 많은 주목을 받았다.
바라트 마타는 1904년 아바닌드라나트 타고르에 의해 벵골 예술 학파와 관련된 스타일로 네 개의 팔을 가진 여신으로 그려졌으며 콜카타의 빅토리아 기념 박물관에 전시되어 있다. 인도의 세속적 표현도 그녀와 함께 왔다. 19세기 후반까지 대삼각 측량법을 기반으로 인도 제국이 제작한 인도 지도가 널리 보급되었다. 지도를 배경으로 바라트 마타는 1909년 시인 수브라마니아 바라티의 타밀어 잡지 비자야 표지에 등장했다. 그 후 수십 년 동안 그녀는 잡지, 포스터, 달력 등 인도 전역의 대중 예술에 등장하여 인도 민족주의의 상징이 되었다.
인도에는 소수의 바라트 마타 사원이 있다. 첫 번째는 1936년 베나레스에서 마하트마 간디가 만들었다. 사원에는 바닥에 대리석으로 조각된 인도의 큰 구호 지도가 있지만 무르티 또는 컬트 이미지 조각상은 없다. 벽에는 민족주의 힌디어 시인 마이틸리샤란 굽트가 취임식을 위해 쓴 시가 전시되어 있으며 사원이 모든 카스트와 종교에 개방될 것이라고 선포한다. 사원을 찾는 대부분의 방문객은 외국인 관광객이다. 인도 무슬림들은 그녀의 이름을 부르는 것을 반대해왔는데, 이슬람에서는 인간의 형태를 신격화할 수 없기 때문이다.

## 같이 보기
- 스리랑카의 국가